# Lamía
Lamía (în perioada otomană, în turcă İzdin / Ezdin sau Zeytun / Zeytuni) este un oraș în partea centrală a Greciei cu o populație de 58.601 de locuitori.